# الخوريزة
الخوريزة قرية  وسط بلدية سبت عزيز التابعة لولاية المدية الجزائر، تلقب بعروس البلدية، تتميز بطابعها الفلاحي الزراعي والرعوي حيث أن حوالي 60% من نسبة مساحتها كلها أراضي خصبة زراعية وحوالي 30% منها جبال وتلال .
بلغ عدد سكان الخوريزة الملقبون بالخرايزية أكثر من 500 نسمة حسب إحصاء 2008 . ينموا حي الخوريزة بشكل سريع في العقد الأول من القرن الواحد والعشرون .